# Тетрасереброскандий
Тетрасереброскандий — бинарное неорганическое соединение, интерметаллид
скандия и серебра
с формулой Ag4Sc,
кристаллы.

## Получение
- Сплавление стехиометрических количеств чистых веществ:

{\displaystyle {\mathsf {Sc+4Ag\ {\xrightarrow {936^{o}C}}\ Ag_{4}Sc}}}

## Физические свойства
Тетрасереброскандий образует кристаллы
тетрагональная сингония, пространственная группа I 4/m, параметры ячейки a = 0,6574 нм, c = 0,40689 нм, Z = 2,
структура типа тетраникельмолибдена MoNi4
.
Соединение образуется по перитектической реакции при температуре 936 °C.